# Волинка (річка)
Волинка, Майдан  — річка в Україні, у Корюківському районі Чернігівської області. Права притока Убіді (басейн Дніпра).

## Опис
Довжина річки 20 км., похил річки — 2,0 м/км. Площа басейну 110 км².

## Розташування
Бере початок на південно-західній околиці Полісся. Тече переважно на південний схід і на південному заході від Маслаївки впадає у річку Убідь, праву притоку Десни.
Населені пункти вздовж берегової смуги: Матвіївка, Волинка, Лави.
Річку перетинають автомобільні дороги Т 2532, Н27.